# Gourdou-Leseurre GL.810
Gourdou-Leseurre GL 810 (811/812/813Hy) — лёгкий корабельный катапультный разведчик. Одномоторный подкосный моноплан смешанной конструкции, установленный на два поплавка.

## История
Самолёт совершил свой первый полёт в 1926 году. Вскоре началось его серийное производство.
С июля 1931 года самолёт этого типа эксплуатировался на плавбазе «Коммандан Тест» и крейсерах типа «Ла Галиссонье», а с 1935 года на линкорах «Дюнкерк» и «Страсбург».
В 1943 году самолёт снят с эксплуатации.

## Модификации
- L3 — прототип.
- GL 810Ну — модификация с удлиненными поплавками.
- GL 811Ну — модификация со складывающимся крылом и двойным управлением.
- GL 812Ну — модификация с удлиненными консолями.
- GL 813Ну — модификация с изменённым вертикальным оперением.

## Лётные данные
- Размах крыла, м: 16.00
- Длина, м: 10.49
- Высота, м: 3.56
- Площадь крыла, м2: 41.00
- Масса, кг

- пустого самолёта: 1670
- нормальная взлетная: 2290

- Тип двигателя: Gnome-Rhone 9Ady
- Мощность, л. с.: 1 х 420
- Максимальная скорость, км/ч: 195
- Крейсерская скорость, км/ч: 150
- Практическая дальность, км: 560
- Практический потолок, м: 5800
- Экипаж, чел: 3
- Вооружение: один синхронный 7.7-мм пулемет, два 7.7-мм пулемета Vickers на турели, до 150 кг бомб